# Glikoprotein 6-a-L-fukoziltransferaza
Glikoprotein 6-a--fukoziltransferaza (EC 2.4.1.68, GDP-fukoza-glikoproteinska fukoziltransferaza, GDP-L-Fuc:N-acetil-beta--glukozaminidna alfa1->6 fukoziltransferaza, GDP-L-fukoza-glikoproteinska fukoziltransferaza, glikoproteinska fukoziltransferaza, guanozin difosfofukoza-glikoproteinska fukoziltransferaza, GDP-L-fukoza:glikoprotein (-fukoza to asparagin-vezani -acetilglukozamin of 4--{NN-acetil-beta--glukozaminil-(1->2)-alfa--manozil-(1->3)-(-acetil-beta--glukozaminil-(1->2)-alfa--manozil-(1->6))-beta--manozil-(1->4)--acetil-beta--glukozaminil-(1->4)--acetil-beta--glukozaminil}asparagin) 6-alfa--fukoziltransferaza, FucT) je enzim sa sistematskim imenom GDP-beta-L-fukoza:glikoprotein (-fukoza za asparagin-vezani -acetilglukozamin 4- {-acetil-beta--glukozaminil-(1->2)-alfa--manozil-(1->3)-(-acetil-beta--glukozaminil-(1->2)-alfa--manozil-(1->6))-beta--manozil-(1->4)--acetil-beta--glukozaminil-(1->4)--acetil-beta--glukozaminil}asparagin) 6-alfa--fukoziltransferaza. Ovaj enzim katalizuje sledeću hemijsku reakciju
GDP-beta-L-fukoza + N4-{-acetil-beta--glukozaminil-(1->2)-alfa--manozil-(1->3)-[-acetil-beta--glukozaminil-(1->2)-alfa--manozil-(1->6)]-beta--manozil-(1->4)--acetil-beta--glukozaminil-(1->4)--acetil-beta--glukozaminil}asparagin {\displaystyle \rightleftharpoons } GDP + N4-{-acetil-beta--glukozaminil-(1->2)-alfa--manozil-(1->3)-[-acetil-beta--glukozaminil-(1->2)-alfa--manozil-(1->6)]-beta--manozil-(1->4)--acetil-beta--glukozaminil-(1->4)-[alfa--fukozil-(1->6)]--acetil-beta--glukozaminil}asparagin
Ovaj enzim katalizuje reakciju sličnu reakciji koju posreduje enzim EC 2.4.1.214, glikoprotein 3-alfa-L-fukoziltransferaza.

## Literatura
- Nicholas C. Price; Lewis Stevens (1999). Fundamentals of Enzymology: The Cell and Molecular Biology of Catalytic Proteins (Third изд.). USA: Oxford University Press. ISBN 019850229X.
- Eric J. Toone (2006). Advances in Enzymology and Related Areas of Molecular Biology, Protein Evolution (Volume 75 изд.). Wiley-Interscience. ISBN 0471205036.
- Branden C; Tooze J. Introduction to Protein Structure. New York, NY: Garland Publishing. ISBN 0-8153-2305-0.
- Irwin H. Segel. Enzyme Kinetics: Behavior and Analysis of Rapid Equilibrium and Steady-State Enzyme Systems (Book 44 изд.). Wiley Classics Library. ISBN 0471303097.
- William P. Jencks (1987). Catalysis in Chemistry and Enzymology. Dover Publications. ISBN 0486654605.

## Spoljašnje veze
- Glycoprotein+6-alpha-L-fucosyltransferase на 